# فردا امین
فردا امین (انگلیسی: Farda Amin؛ زادهٔ ۱۹۷۹ (۴۵–۴۶ سال)) بازیگر، کمدین و فیلمنامه‌نویس اهل کشور جمهوری آذربایجان است.